# Chrám svatého Mikuláše Divotvůrce (Tallinn)
Chrám svatého Mikuláše divotvorecká (estonsky Püha Nikolause kirik, Püha Nikolai kirik, rusky Церковь Святителя Николая Чудотворца) v hlavním městě Estonska Tallinnu je chrámem Ruské pravoslavné církve v Estonsku (patriarchát Moskva).

## Dějiny
Jde o první pravoslavný chrám na území města a jeho vznik je spojen s příchodem novgorodských kupců. Na dnešním místě stál pravoslavný chrám (předchůdce dnešního chrámu) od počátku 15. století. Nacházel se v blízkosti dominikánského kláštera, který byl během reformace zrušen. Ulici, na níž se pravoslavný chrám nacházel, nazývali "Ruská" (estonsky Vene), protože zde žila početná ruská komunita. Po připojení Estonska k Ruskému impériu v 18. století počet Rusů ještě stoupal. Na počátku 19. století byl předchozí chrám v katastrofálním stavu, proto se ruský car rozhodl vybudovat nový a reprezentativnější pravoslavný svatostánek v Revelu, jak se město tehdy nazývalo.
Chrám se stavěl v letech 1822 až 1827 a vysvěcen byl dne 14. srpna 1827.

## Architektura
Chrám je vybudován v klasicistním architektonickém stylu a nese všechny jeho typické znaky. Hlavním architektem byl Luigi Rosca. Je to první stavba s kupolí. Chrám má dvě majestátní zvonice. Několikrát byl renovován. Uvnitř se nachází ikonostas se vzácnými ikonami, které byly přeneseny z předchozího chrámu. V chrámu pod oltářem jsou i ostatky sv. Arsenije Maceviča, metropolity z Rostova, který se dostal do nemilosti carského dvora (zemřel 1722).